# Südliche Sexegertenspitze
De Südliche Sexegertenspitze is een 3429 meter hoge bergtop in de Ötztaler Alpen in het Oostenrijkse Tirol.
De bergtop ligt in de Weißkam, aan het eind van het Pitztal, ten zuidoosten van het Gepatschspeicher, net ten zuiden van de Kaunergrat. De Südliche Sexegertenspitze ligt ongeveer tien kilometer ten zuidwesten van Mittelberg (gemeente Sankt Leonhard im Pitztal) en vijftien kilometer ten noorden van Kurzras in het Schnalstal. De berg is iets hoger dan de noordelijke buurtop van de berg, de Nördliche Sexegertenspitze (3348 meter). Deze noordelijke buurtop ligt slechts vijfhonderd meter verderop. Beide toppen zijn bedekt door een dikke firnlaag en worden omgeven door gletsjers. Ten noordoosten en ten oosten ligt het zuidelijke deel van de Sexegertenferner, ten westen tot een hoogte van 3100 meter de Wannetferner. Naburige toppen zijn de Hochvernagtspitze (3535 meter) in het zuiden en in het noordwesten, gescheiden door het Wannetjoch (3110 meter), de Hintere Ölgrubenspitze (3296 meter).
De normale route voert vanuit het Pitztal via het Taschachhaus (2434 meter) over het Wannetjoch en de top van de Nördliche Sexegertenspitze naar de top. De eerste beklimming van de berg vond pas plaats in 1887, toen Heinrich Heß en Ludwig Purtscheller de toppen van de Sexegertenspitze beklommen vanaf de Hochvernagtspitze, die reeds in 1865 voor het eerst werd beklommen.